# Budelli

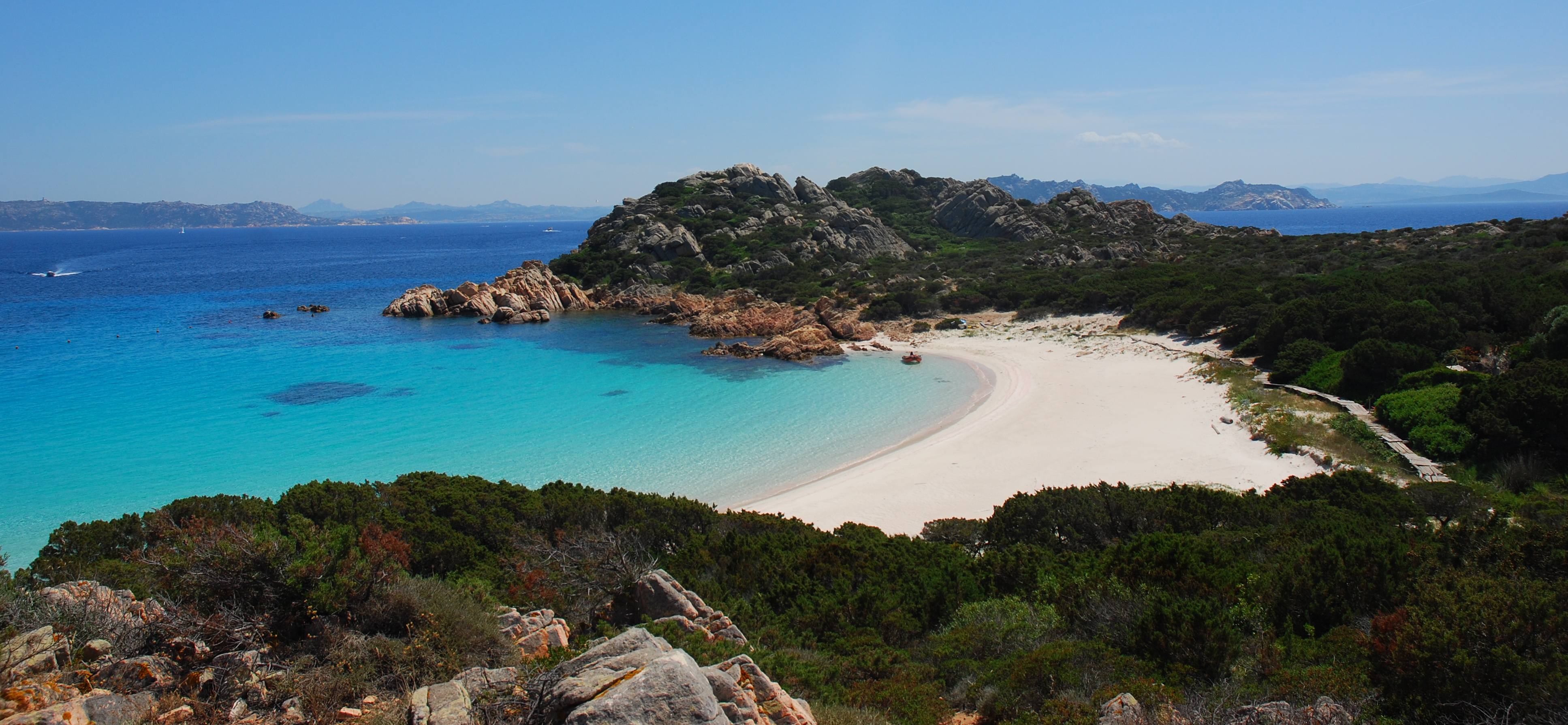
Het strand Spiaggia Rosa op Budelli

Budelli (volledig: Isola di Budelli) is een eiland in de La Maddalena-archipel voor de kust van het Italiaanse eiland Sardinië.
Het eiland in de westelijke groep van La Maddalena ligt acht kilometer uit de kust van Sardinië nabij de Straat van Bonifacio. Dichtbij liggen de eilanden Razzoli en Santa Maria; ruim tweeënhalf kilometer ten zuiden van Budelli ligt Spargi. De zeewateren tussen Budelli, Razzoli en Santa Maria zijn zo laag, dat de eilanden bij daling van de zeespiegel met een meter één eiland zouden vormen. Het hoogste punt van het eiland wordt gevormd door 87 meter hoge Monte Budello. De bodem van het eiland bestaat uit graniet. Sinds 1994 maakt het deel uit van Nationaal park La Maddalena-archipel.
Het eiland had 32 jaar lang een beheerder die als een kluizenaar op het eiland woonde. Mauro Morandi was in 1989 bij toeval op het eiland gestrand en besloot te blijven. Hij groeide uit tot een landelijke bekendheid als de Italiaanse Robinson Crusoe doordat hij zijn ervaringen deelde op Instagram. Ook gaf hij rondleidingen aan toeristen. Toen het nationaal park werd opgericht hebben de autoriteiten veel moeite gedaan om hem hier weg te krijgen. Uiteindelijk is hij in het voorjaar van 2021 dan toch vertrokken.
Aan de zuidoostelijke zijde van het eiland bevindt zich het bekende strand Spiaggia Rosa. De typische roze kleur van het zand waarnaar het strand is vernoemd is het gevolg van microscopische fragmenten van de koralen en schelpdieren die hier leven, zoals Miriapora truncata en Miniacina miniacea. Op het eiland werden opnamen gedaan voor de film Il deserto rosso uit 1964.
De eilanden waren reeds bewoond in de oudheid. Bij de Romeinen stonden de eilanden van de archipel bekend als Insulae Cuniculariae. In de zeebodem rondom Budelli zijn brokstukken van roze keramiek gevonden met afbeeldingen van druiven en bladeren van druivenplanten, stammend uit de 5e eeuw v.Chr.